# Васильково (Владимирская область)
Васильково — село в Суздальском районе Владимирской области России, входит в состав Павловского сельского поселения.

## География
Село расположено на правом берегу реки Нерль (приток Клязьмы) в 8 км на юго-восток от центра поселения села Павловское и в 26 км на юго-восток от райцентра города Суздаль.

## История
А. В. Кузьмин связывает название Васильково с личностью князя Василька Юрьевича, жившего в XII веке.
Старинное название села — Висильки. Церковь во имя святого пророка Божия Илии каменная, построена в 1868 году усердием прихожан; при ней трапеза теплая, каменная же, с двумя престолами: в честь Покрова Пресвятой Богородицы и в честь святого Предтечи и Крестителя Господня Иоанна, построена также усердием прихожан в 1877 году; колокольня каменная. В 1893 году приход состоял из одного села, в коем 128 дворов, 315 душ мужского пола и 345 женского.
В конце XIX — начале XX века село входило в состав Городищевской волости Суздальского уезда.
С 1929 года село входило в состав Порецкого сельсовета Владимирского района, с 1965 года — Суздальского района.

## Население
| 1859 | 1897 | 1926 |
| ---- | ---- | ---- |
| 555  | 634  | 598  |

| 1859 | 1897 | 1905 | 1926 | 2002 | 2010 | 2021 |
| ---- | ---- | ---- | ---- | ---- | ---- | ---- |
| 555  | ↗634 | ↗692 | ↘598 | ↘55  | ↘24  | ↗34  |

## Достопримечательности
В селе находится действующая Церковь Илии Пророка (1868).